# Ettiswil
Ettiswil ist eine politische Gemeinde im Wahlkreis Willisau des Kantons Luzern in der Schweiz.
Am 1. Januar 2006 hat sich Ettiswil mit der früheren Gemeinde Kottwil zur neuen Gemeinde Ettiswil zusammengeschlossen.

## Geographie
Die Gemeinde liegt in einer Ebene zwischen Sursee und Willisau am Südrand des Wauwilermooses am Eingang zum Rottal und zum Luzerner Hinterland. Das eigentliche Dorf liegt zwischen der Wigger und der (Grosswanger-)Rot – der mit dem Dorf zusammengewachsene Ortsteil Ausserdorf nordöstlich davon auf dem rechten Ufer der Rot. Zur Gemeinde gehören auch der Ortsteil Kottwil sowie die Weiler Zuswil und Seewagen.
Das Gemeindegebiet umfasst eine Fläche von 1253 ha. Davon werden 70,2 % landwirtschaftlich und 11,2 % als Siedlungsfläche genutzt. Die übrigen 17,6 % sind mit Wald und Gehölz bedeckt (Stand 2015/16).
Ettiswil grenzt im Norden an Wauwil, im Nordosten an Mauensee, im Südosten an Grosswangen, im Südwesten an Willisau, im Westen an Alberswil und im Nordwesten an Schötz.

## Bevölkerung
Die Bevölkerung von Ettiswil wuchs in der ersten Hälfte des 19. Jahrhunderts sehr stark an (1798–1850: + 63,2 %). Zwischen 1860 und 1900 erfolgte ein starker Rückgang (1860–1900: - 29,8 %), weil viele Leute aus der Gemeinde abwanderten. Seit 1920 wächst die Bevölkerung fast stetig. Die Fusion mit der Nachbargemeinde Kottwil am 1. Januar 2006 hat die Bevölkerung um weitere 400 Bewohner ansteigen lassen.
Quelle: Bundesamt für Statistik; 1850 bis 2000 Volkszählungsergebnisse, 2010 ESPOP, seit 2011 STATPOP

### Sprachen
Die Bevölkerung spricht als Alltagssprache eine hochalemannische Mundart. Bei der letzten Volkszählung im Jahr 2000 gaben 95,45 % Deutsch, 2,13 % Albanisch und 0,35 % Serbokroatisch als Hauptsprache an.

### Religionen – Konfessionen
Früher waren alle Bewohner römisch-katholisch. Durch Kirchenaustritte und Zuwanderung hat sich die religiöse Landschaft verändert. Im Jahr 2000 waren 87,20 % römisch-katholische, 3,80 % evangelisch-reformierte und 0,92 % orthodoxe Christen. Daneben gab es 2,48 % Konfessionslose, 2,07 % Muslime und 0,81 % Hindus. Die Orthodoxen sind Serben und Montenegriner, die Muslime Albaner, und die Hindus stammen aus Sri Lanka und sind der Herkunft nach Tamilen.

### Herkunft – Nationalität
2022 zählte die Gemeinde 2853 Einwohner. Davon waren 2543 Schweizer Staatsangehörige und 310 (= 10,9 %) Menschen anderer Staatsangehörigkeit. Die grössten Zuwanderergruppen kommen aus Deutschland (95 Menschen), dem Kosovo (49), Italien (22) und Portugal (16).

## Geschichte

Luftbild (1962)

Erste Erwähnung findet der Ort unter dem Namen Ettiswile im Jahr 1076, als ein Freiherr von Wolhusen (der später zum Abt Seliger wurde) einen Hof, den Kirchensatz und verschiedene Rechte an sein Kloster Einsiedeln übergab. Später übten im Namen der Habsburger verschiedene Lehnsherren die Gewalt aus. Nach der Niederlage der Habsburger in der Schlacht von Sempach hatte ab 1407 Luzern die Oberhoheit. Im Jahr 1571 vernichtete ein grosser Dorfbrand nebst anderen Gebäuden auch das Pfarrhaus. Die Gemeinde gehörte bis 1798 zur Landvogtei Willisau. In der Helvetischen Republik gehörte sie zum Distrikt Willisau, ab 1803 zum neugeschaffenen Amt Willisau. In Ettiswil sammelten sich am 1. März 1845 zwei Abteilungen der Freischaren, um Richtung Luzern zu marschieren.

## Politik

### Gemeinderat
Der Gemeinderat Ettiswil besteht aus fünf Mitgliedern und ist wie folgt aufgestellt (Amtsdauer 2025–2028):
- Samuel Kreyenbühl (Die Mitte): Gemeindepräsident
- Urs Boog (FDP): Gemeindeammann
- Mathias Frey (Die Mitte): Bauverwalter
- Adrian Trottmann (Die Mitte): Sozialvorsteher
- Nicole Roos (FDP): Schulverwalterin

mit Elmar Stöckli, Gemeindeschreiber

### Kantonsratswahlen
Bei den Kantonsratswahlen 2023 des Kantons Luzern betrugen die Wähleranteile in Ettiswil: Mitte (mit JMitte und Mitte60+) 42,92 %, SVP 26,20 %, FDP 21,07 %, SP 4,47 %, Grüne 2,82 % und glp 2,53 %.
Die SVP konnte die FDP als zweitstärkste Kraft überholen und 5,7 % zulegen. Mit einem Minus von 8,4 % fährt die FDP ihr historisch schlechtestes Ergebnis ein. Die anderen Parteien sind in Ettiswil nahezu bedeutungslos.

### Nationalratswahlen
Bei den Schweizer Parlamentswahlen 2023 betrugen die Wähleranteile in Ettiswil: Mitte 37,4 %, SVP 28,6 %, FDP 19,5 %, SP 6,2 %, glp 3,2 %, Grüne 2,7 %, übrige 2,3 %.

## Wirtschaft
Früher war Ettiswil ein kleines Bauerndorf, dessen Bewohner sich mit Obstanbau, Viehzucht und Milchwirtschaft beschäftigten. Im Jahr 2001 gab es noch 37 Landwirtschaftsbetriebe, noch 20,8 % aller Erwerbstätigen arbeiteten in der Landwirtschaft. In Kleingewerbe und Industrie fanden weitere 29,8 % der Arbeitenden eine Beschäftigung – während fast die Hälfte (49,3 %) in Dienstleistungsberufen tätig war. Viele Leute arbeiten nicht mehr im Dorf selbst. Im Jahr 2000 gab es 563 Wegpendler (ein Drittel in die Wirtschaftszentren Sursee, Willisau und Luzern; der grosse Rest verteilt sich in der Region), denen aber auch 212 Zupendler (aus der Region) entgegenstanden.

## Bildung
Vom Kindergarten bis zur Sekundarschule können die Kinder in der eigenen Gemeinde bleiben. In der Sekundarschule stossen die Kinder aus dem Nachbarort Alberswil zu ihnen. Im Schuljahr 2022/2023 besuchten 49 Kindergärtler, 219 Primar- und 100 Sekundarschüler den Unterricht.

### Verkehr
Ettiswil liegt an keiner Bahnstrecke. Die nächstgelegenen Stationen sind Willisau (4 km südwestlich; an der Linie Wolhusen-Langenthal) und Wauwil (4 km nördlich; an der Linie Luzern-Olten). Dennoch ist die Gemeinde gut durch den Öffentlichen Verkehr erschlossen. Dies durch die Buslinien Luzern-Ruswil-Ettiswil, Ettiswil-Nebikon-Dagmersellen und Sursee-Ettiswil-Willisau. Ettiswil ist somit ein Busknotenpunkt dreier Buslinien. Die nächstgelegenen Autobahnanschlüsse an der A2, Sursee und Dagmersellen, sind jeweils 9 km weit weg.

### Tourismus
Der Fremdenverkehr spielt zwar keine dominante Rolle, ist aber bedeutender als in den meisten Gemeinden der Umgebung. Das Schloss Wyher, der Naturlehrpfad Buechwald und das Stimmen Festival (bis 2004 Musikwochen Ettiswil) sind die drei grössten Besuchermagnete.

## Sehenswürdigkeiten
Schloss Wyher ist die grösste Sehenswürdigkeit der Gemeinde. Das 1304 erstmals erwähnte Schloss wechselte häufig den Besitzer, bis es 1588 vom «Schweizerkönig» Ludwig Pfyffer von Altishofen gekauft wurde. Es blieb bis 1837 im Besitz der Linie Pfyffer von Wyher, einer Nebenlinie der Pfyffer von Altishofen. Bis 1964, als ein Brand das Herrenhaus zerstörte, war es im Besitz der bürgerlichen Familie Hüsler. Der Erhalt des Schlosses überstieg allerdings die finanziellen Verhältnisse der Besitzer. Nach dem Brand erwarb der Kanton Luzern 1965 die Anlage. Die Aussenrenovation des Schlosses erfolgte 1981–1983, Innenrenovation und Wiederherstellung des Wassergrabens 1992–1996.
Die heutige im Barockstil erbaute Pfarrkirche Maria und Stefan wurde 1769–1771 von Jakob Purtschert nach den Plänen von Jakob Singer erbaut. Sie enthält eine sehenswerte Inneneinrichtung.
Die Sakramentskapelle wurde auf Anweisung des Rats von Luzern gebaut und am 6. August 1452 eingeweiht. Der Grund des Baus ist die Geschichte von einem Hostienraub. Die Kapelle enthält einen Bilderzyklus zu diesem Geschehen, dem Hostienraub von Ettiswil.
Seit 1980 ist der gesamte Ortskern unter Schutz. Ettiswil wird seiner vielen bedeutenden Gebäude wegen (etwas übertrieben) «Florenz der Luzerner Landschaft» genannt. Zu den weiteren Sehenswürdigkeiten gehören:
- Das Pfarrhaus aus dem Jahr 1780
- Das Beinhaus, welches 1684 geweiht wurde
- die St.-Anna-Kapelle aus dem 16. Jahrhundert
- die Ludwigskapelle beim Schloss Wyher, 1593 geweiht.

### Museum «Chlösterli»
Im Schloss Wyher existiert seit 1996 das Museum Chlösterli. Darin untergebracht ist die Sammlung Josef Zihlmann, welche vor allem aus religiöser Volkskunst aus dem Kanton Luzern besteht.

### Naturlehrgebiet Buchwald
Der Ettiswiler Prof. Josef Steiner initiierte das Naturlehrgebiet Buchwald, welches 1971 eröffnet wurde. In einer ehemaligen Kiesgrube wurde eine Weiherlandschaft mit vielen amphibischen Bewohnern geschaffen.

## Bilder

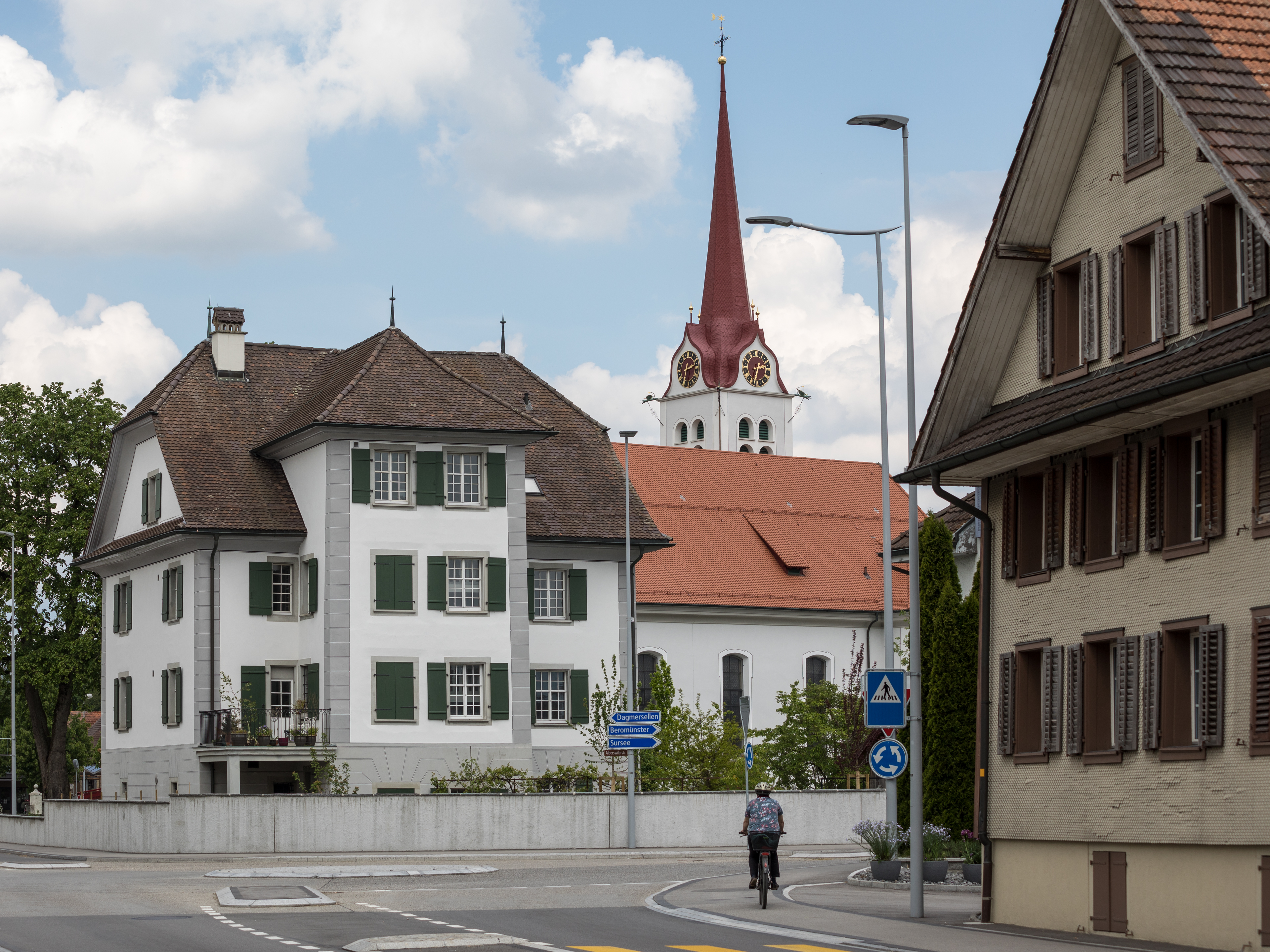
Einsiedlerhof und Kirche
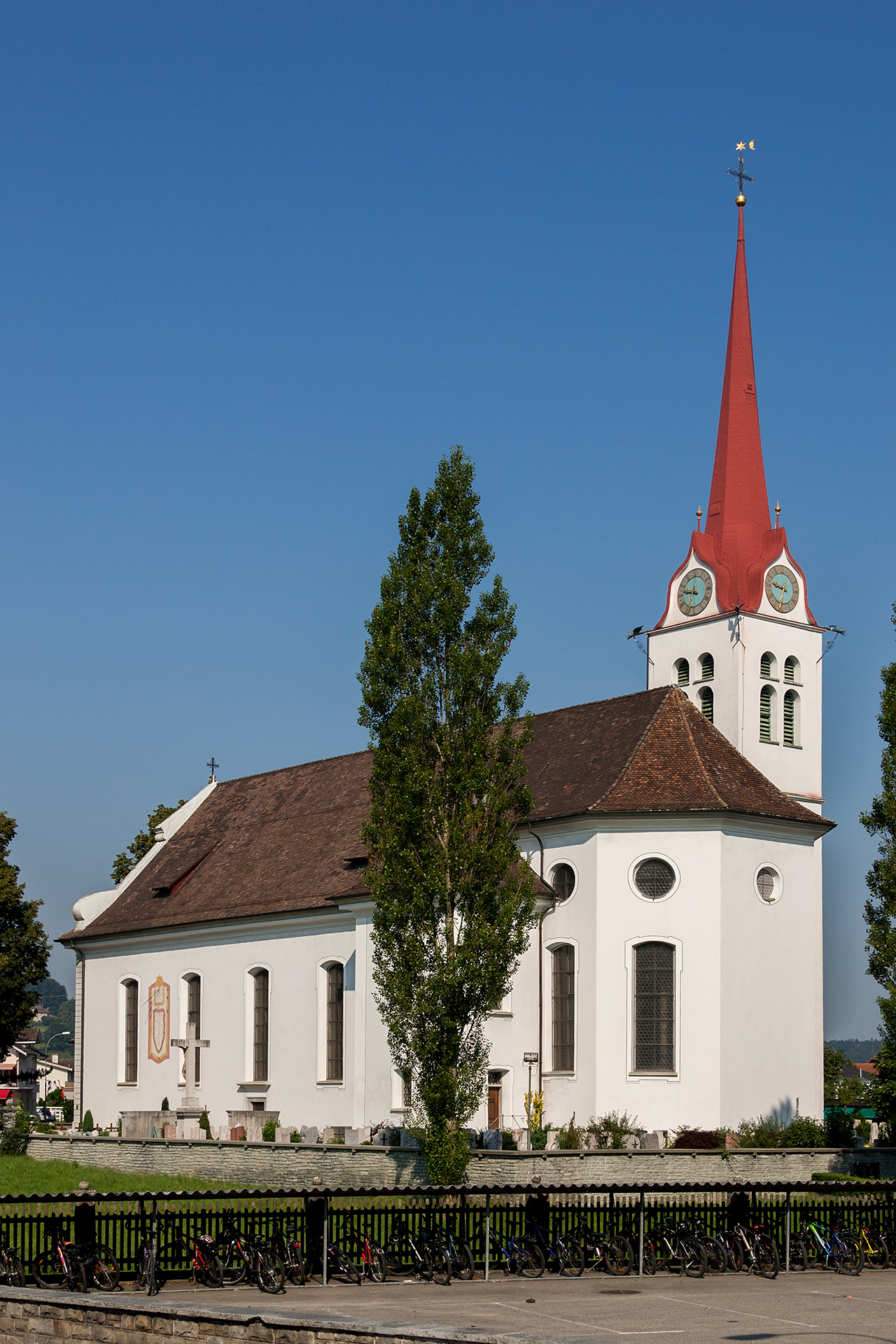
Pfarrkirche
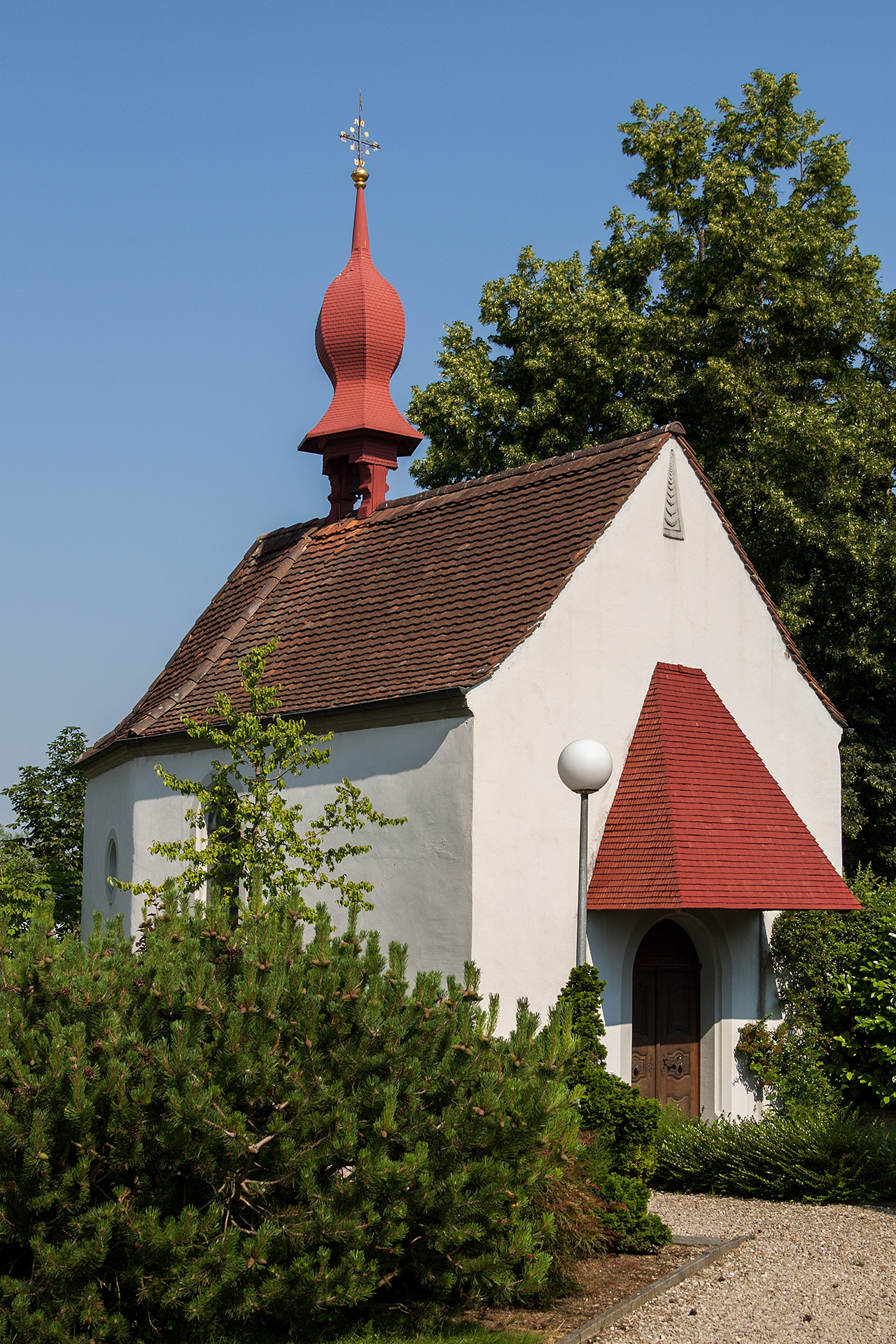
Beinhaus-Kapelle
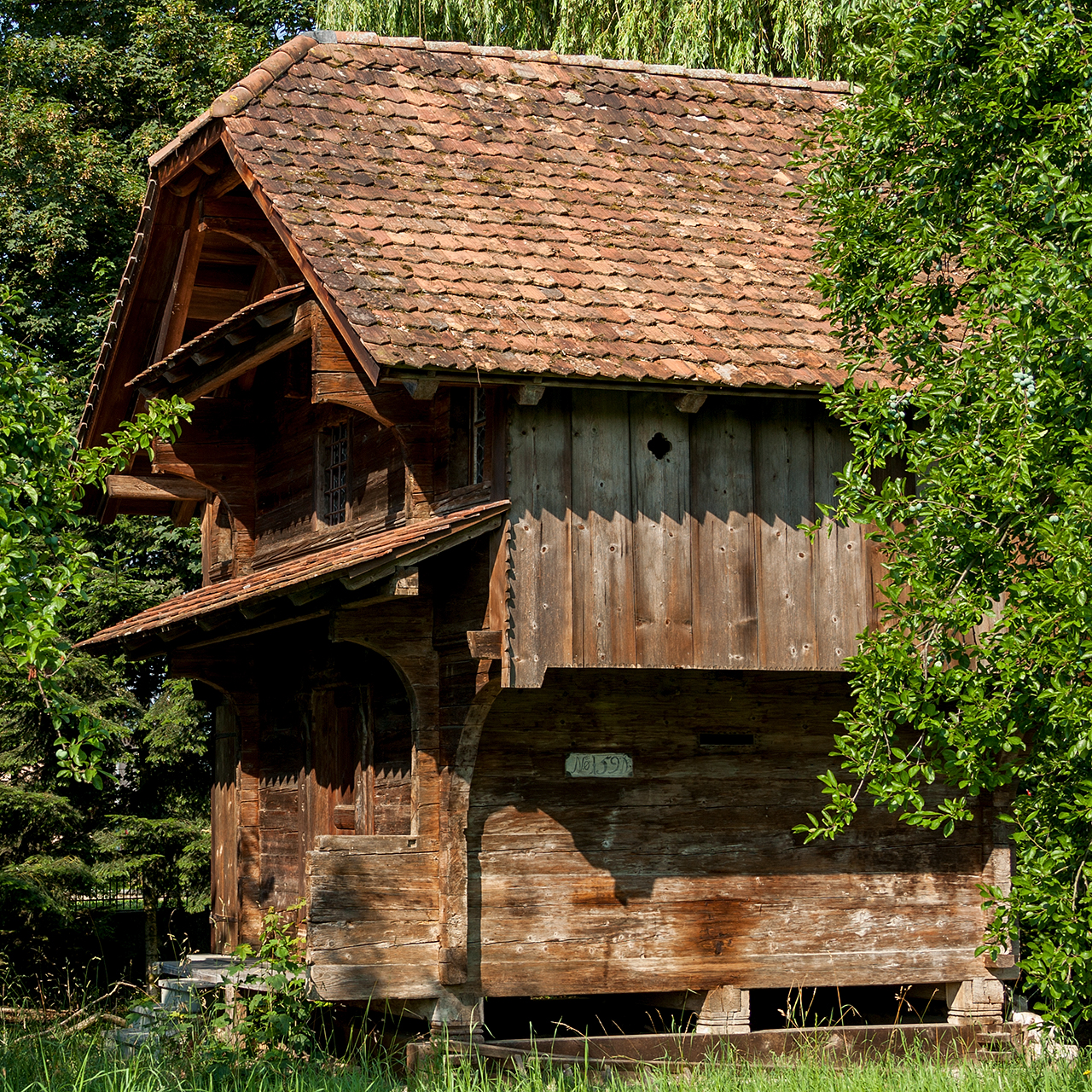
Speicher
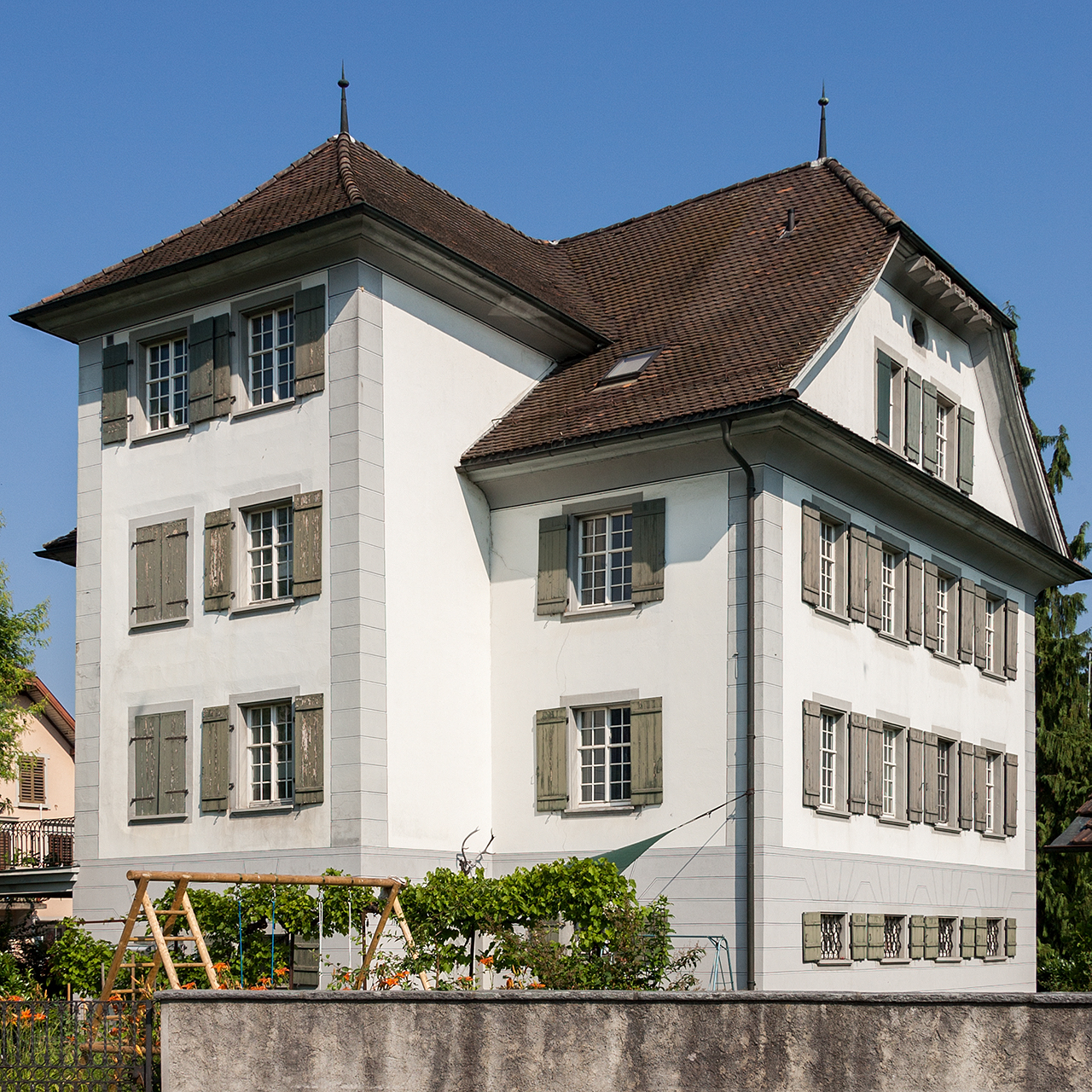
Einsiedlerhof
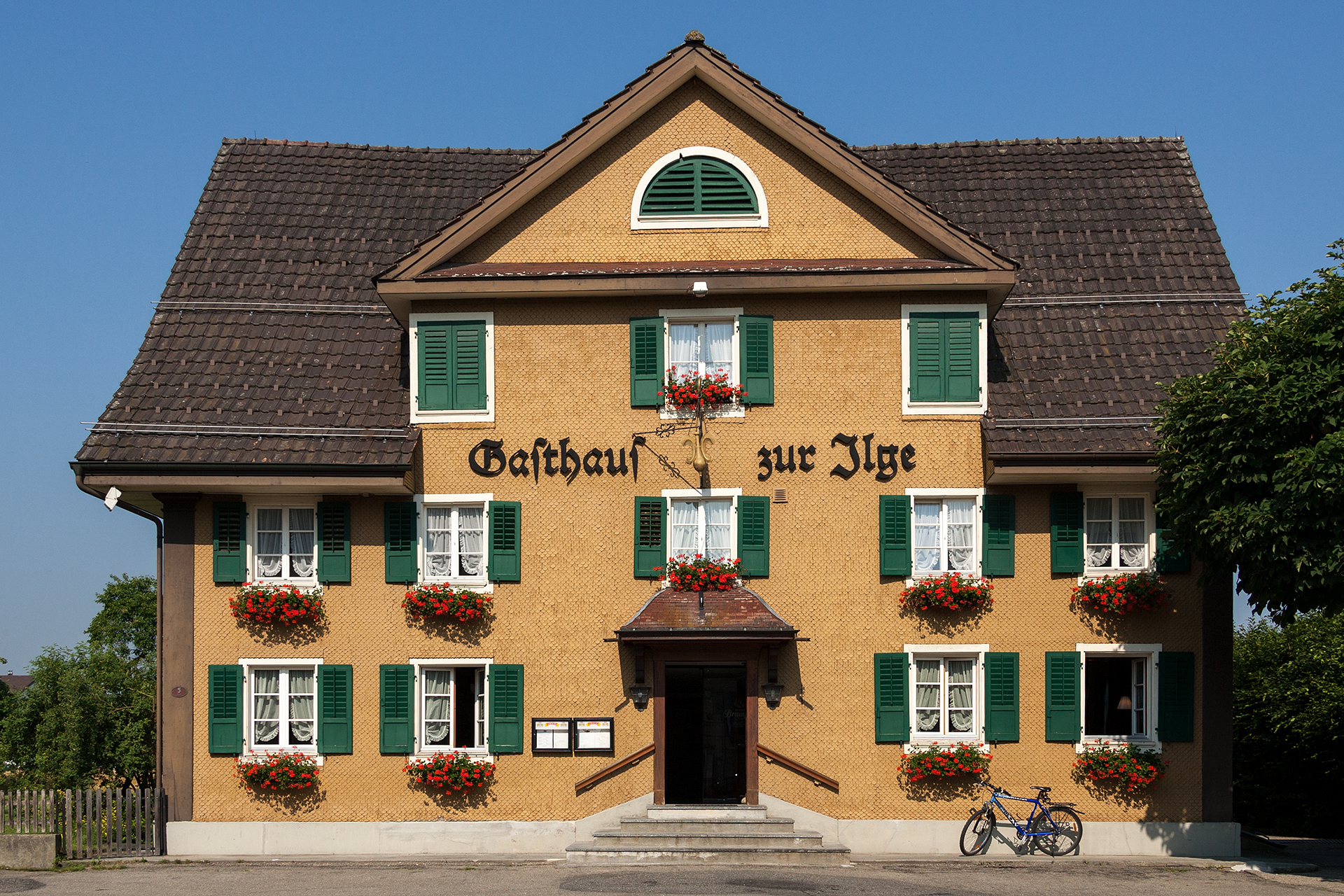
Gasthaus «Zur Ilge»
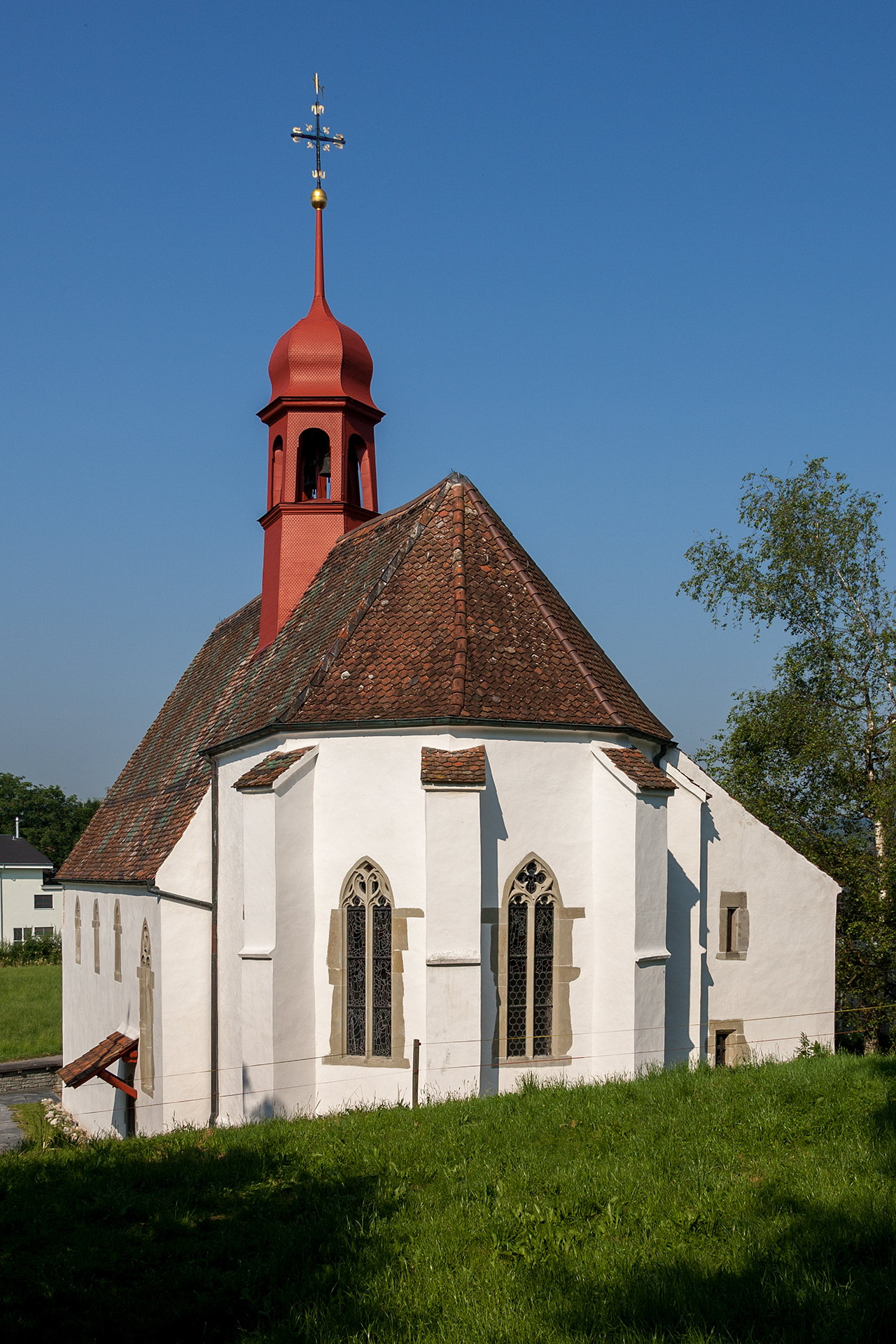
Sakramentskapelle
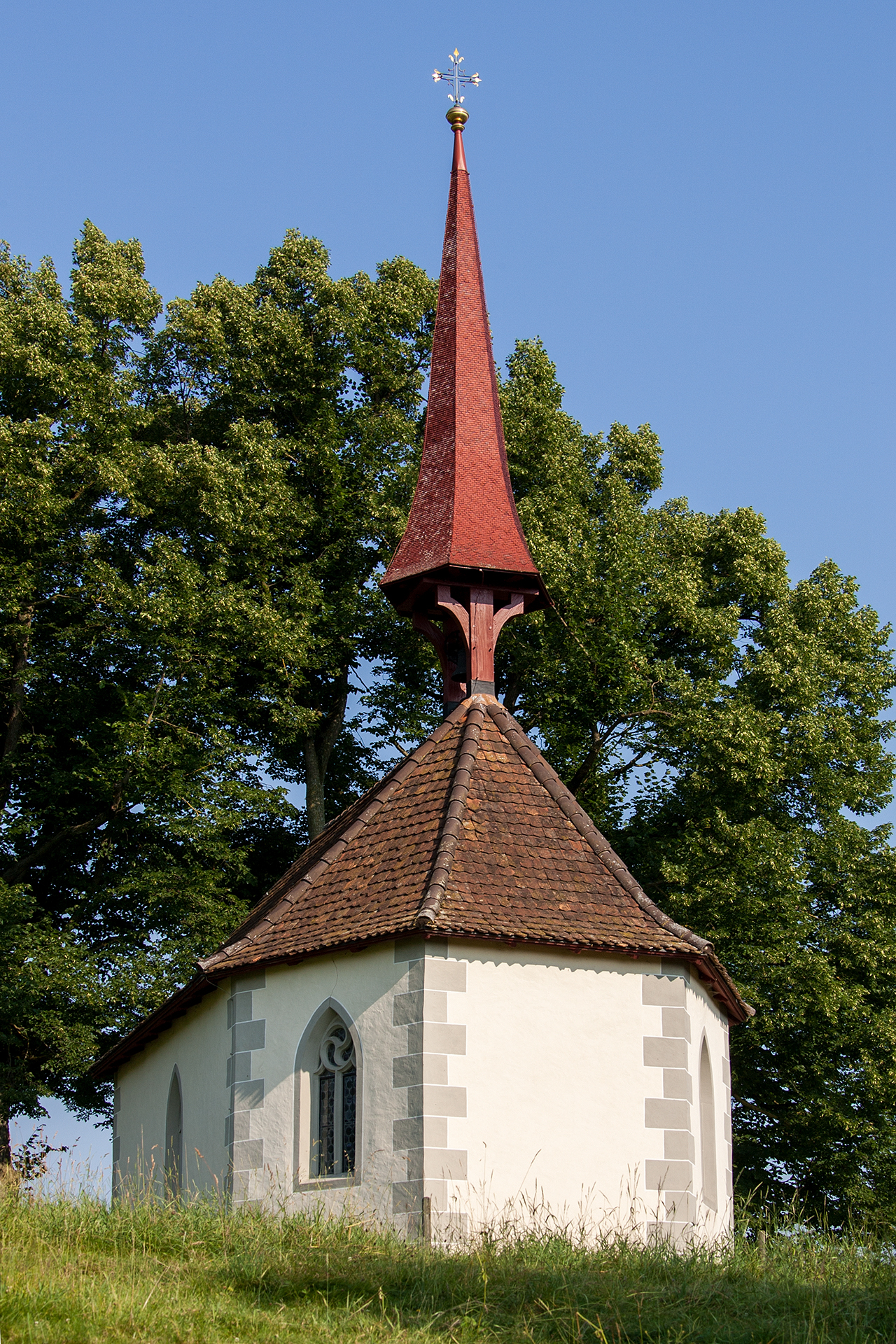
Schlosskapelle Wyher
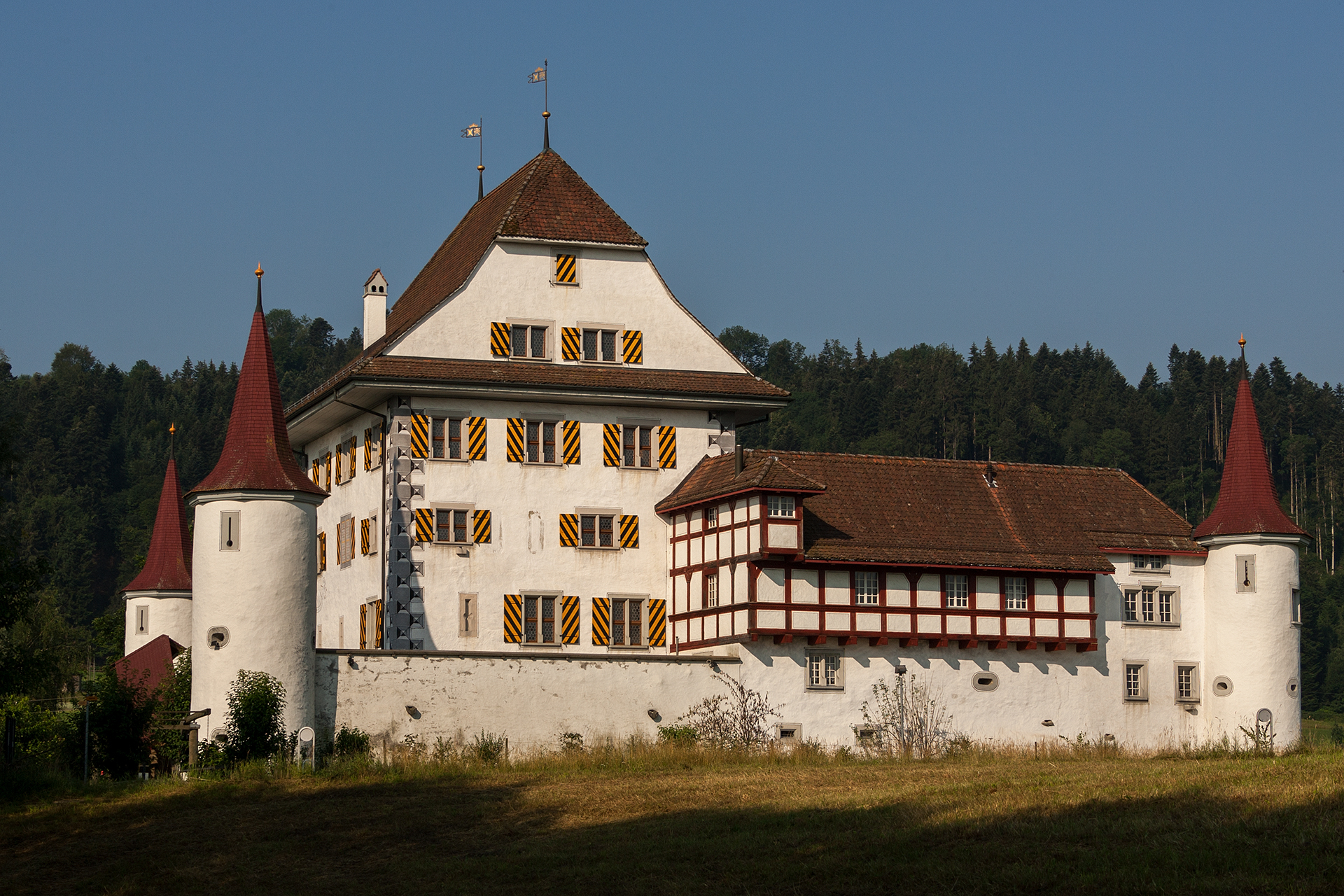
Wasserschloss Wyher
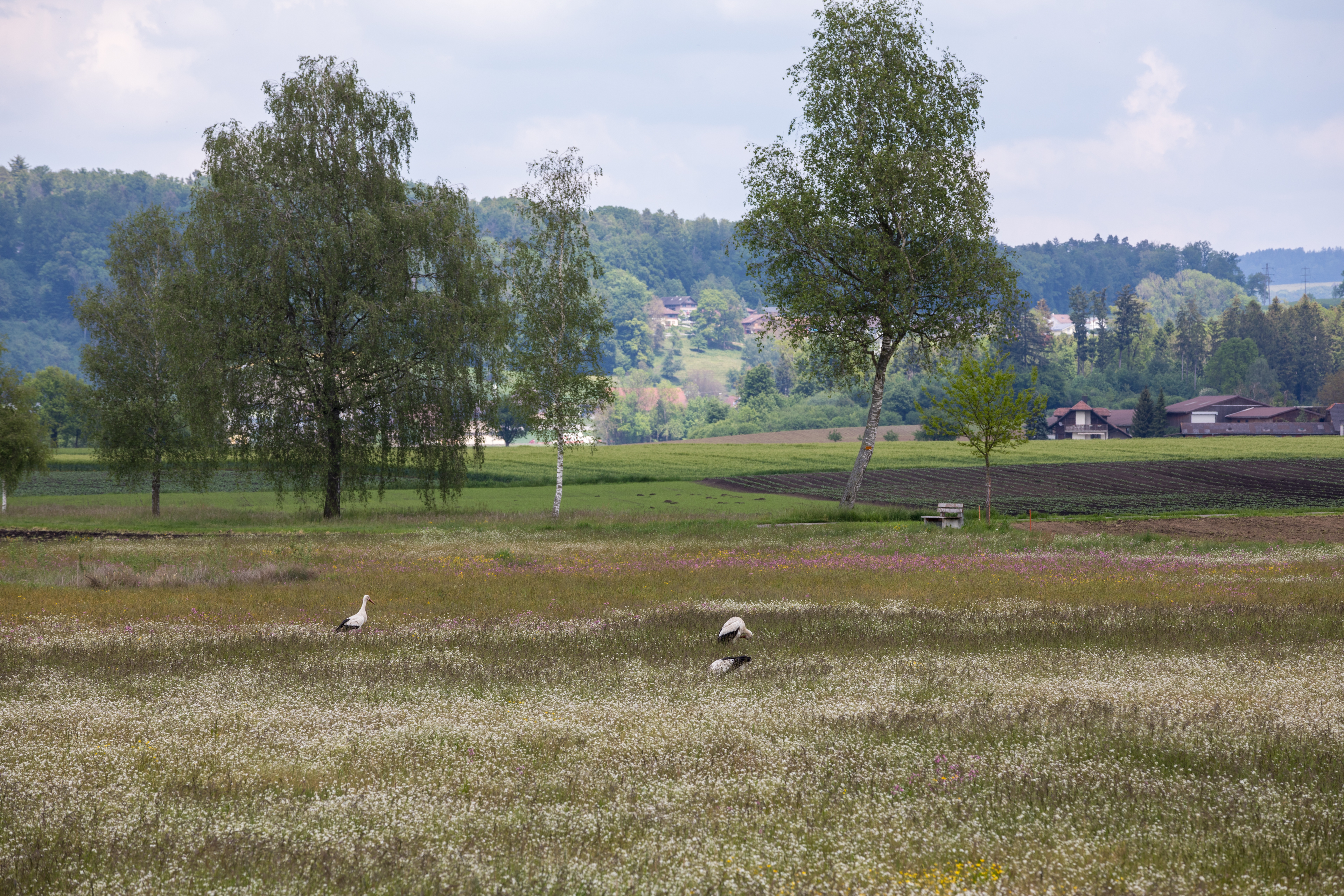
Störche beim Wauwilermoos

## Kunst und Kultur

### Stimmen Festival Ettiswil
Seit 1974 ist Ettiswil Heimat der Musikwochen Ettiswil, welche 2004 in Stimmen Festival Ettiswil umbenannt wurden, weil an der Veranstaltung sehr viel (Chor-)Gesang präsent ist. Der Anlass findet meist im Juni statt.

## Persönlichkeiten
- Friedrich Stirnimann (1841–1901), Maler
- Eduard Kaufmann (1917–1985), Organist und Priester
- Heinrich Koller (1941–2023), Jurist, Direktor des Bundesamtes für Justiz
- Hans Kaufmann (* 1948), Politiker (SVP)
- Gerda Steiner (* 1967), Installationskünstlerin
- Christian Schwegler (* 1984), Fussballspieler
- Pirmin Schwegler (* 1987), Fussballspieler